# Nazionale femminile di pallanuoto dell'Italia
La nazionale di pallanuoto femminile dell'Italia è la squadra di pallanuoto che rappresenta l'Italia nelle competizioni internazionali; è posta sotto la giurisdizione della Federazione Italiana Nuoto. È conosciuta anche col soprannome di Setterosa, mutuato dalla nazionale di pallanuoto maschile dell'Italia.
Tra le giocatrici più rappresentative si ricordano: Giusi Malato, Maddalena Musumeci, Cristiana Conti, Silvia Bosurgi, Manuela Zanchi, Tania Di Mario, Carmela Allucci, Cinzia Ragusa, Martina Miceli, Melania Grego, Elena Gigli.

## Storia

### 1989-1993: la nascita del Setterosa e la prima finale internazionale
Le competizioni tra squadre nazionali nella pallanuoto femminile hanno una storia relativamente recente: la prima manifestazione mondiale ufficiale ha visto la luce infatti nel 1979, con la disputa della Coppa del Mondo, nel 1985 si è svolta la prima edizione dei campionati mondiali ed infine, nel 2000, la disciplina ha esordito ai giochi olimpici.
La nazionale debutta agli Europei di pallanuoto nell'edizione del 1989, che chiude al quarto posto.
Nel 1991 il Setterosa balza per la prima volta agli onori della cronaca a livello internazionale quando, sotto la guida di Roberto Fiori, raggiunge il terzo posto ai campionati europei di Atene. 
Nel 1993 il Setterosa disputa la sua prima finale in un torneo internazionale, arrivando seconda nella Coppa del Mondo disputata a Catania.

### 1994-2004: i successi dell'era Formiconi
Nel 1994 arriva Pierluigi Formiconi sulla panchina azzurra: la nazionale esordisce ai mondiali del 1994, chiudendo al terzo posto alle spalle di Ungheria e Paesi Bassi.
Il Setterosa vince il primo titolo europeo nel 1995, aprendo così un ciclo di successi. La nazionale si riconferma campione europea l'edizione successiva e conquista il titolo mondiale nell'edizione del 1998. Il Setterosa vince l'Europeo del 1999, conquistando il terzo titolo consecutivo. La nazionale conquista inoltre il bronzo alla Coppa del Mondo 1999.

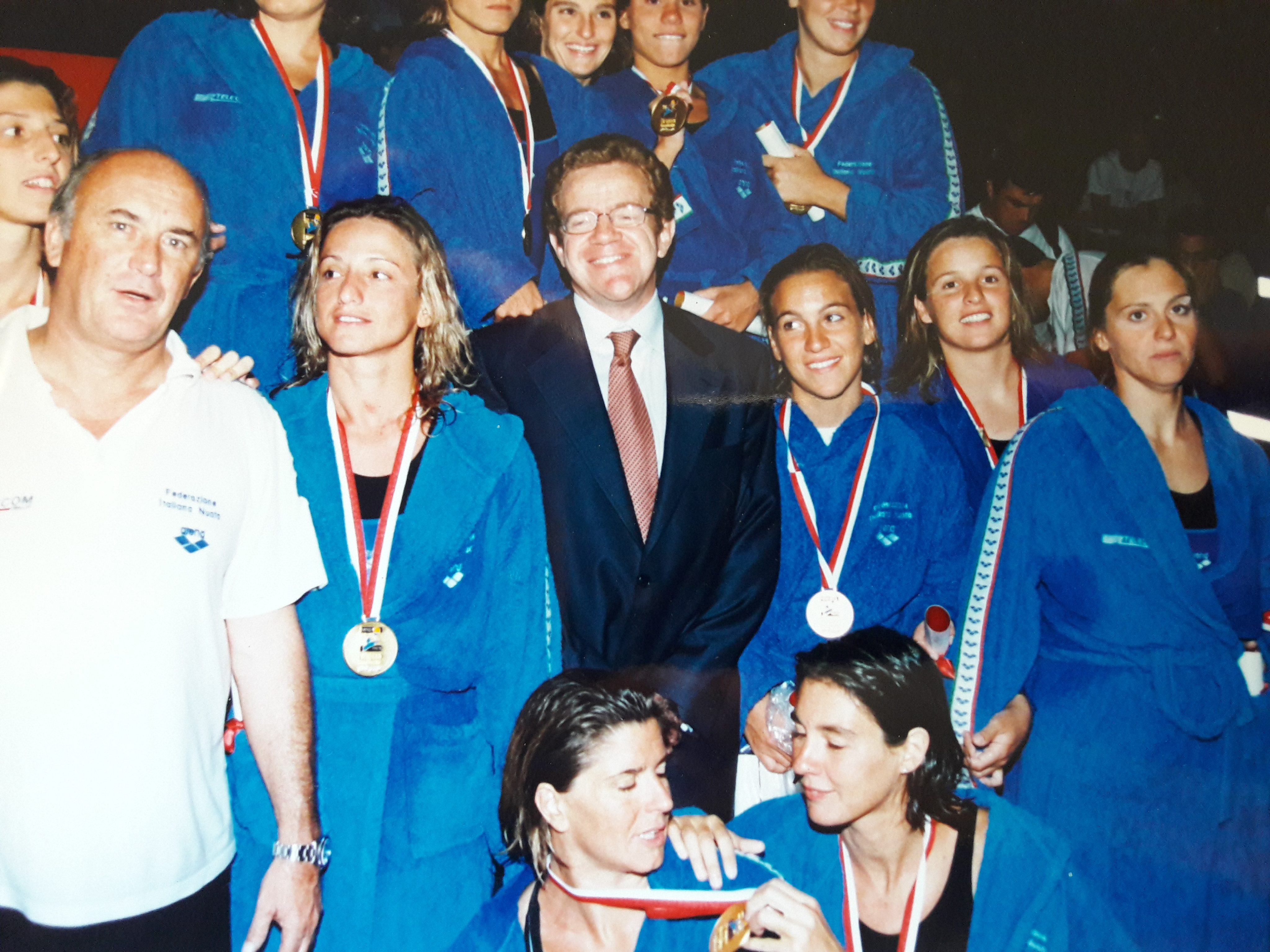
Il Setterosa campione d'Europa 1999 con Pierluigi Formigoni e il Commissario F.I.N. Avvocato Aurelio Vessichelli

Il Setterosa fallisce la qualificazione alle Olimpiadi di Sydney 2000, ma si piazza al secondo posto degli Europei del 2001 e si riconferma campione del mondo nello stesso anno.
Nel 2003 la nazionale vince il quarto titolo europeo e arriva al secondo posto al mondiale. La nazionale debutta alle Olimpiadi di Atene 2004 dove conquista l'oro, a coronamento di un decennio di successi.

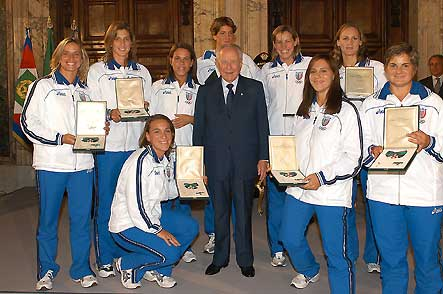
Il Setterosa campione olimpico di Atene 2004 al Qurinale

Nello stesso anno il Setterosa debutta in World League, dove conquista il bronzo.

### 2004-2011: cambi di CT e l'argento europeo e in World League
Dopo la vittoria olimpica Formiconi lascia la guida della nazionale femminile per quella maschile ed il suo posto è preso da Ferdinando Pesci.
Alla fine del 2005 sulla panchina azzurra viene posto Mauro Maugeri, dove era già stato dal 2001 al 2004 come vice del C.T. Formiconi, e con la quale, nell'anno 2006, conquista la medaglia d'argento agli europei 2006, nella Coppa del Mondo e nella World League.
Dopo le Olimpiadi di Pechino 2008 ritorna alla guida della compagine azzurra Roberto Fiori, che però non riesce a bissare i risultati del suo primo mandato e di conseguenza è sostituito, nel novembre del 2010, da Fabio Conti, che alla prima competizione importante riesce a centrare subito la medaglia d'argento, arrivando secondo nella World League del 2011. 

### 2011-2019: dal quinto titolo europeo alla mancata qualificazione a Tokyo 2020
Nello stesso anno giunge ai piedi del podio nei campionati mondiali di Shanghai, perdendo la finale per il bronzo contro la Russia. Nel 2012 Il Setterosa conquista l'oro agli Europei di Eindhoven e si qualifica per le Olimpiadi di Londra 2012.
Il Setterosa conquista la medaglia d'argento alla World League 2014, battuto solo dalla nazionale americana, mentre ai Mondiali 2015 ottiene la medaglia di bronzo. Successivamente arriva un altro bronzo agli Europei 2016 e l'argento alle Olimpiadi di Rio 2016 ed alla World League 2019, in cui la nazionale viene sempre sconfitta dalla nazionale statunitense, per poi mancare la qualificazione alle Olimpiadi di Tokyo.

### Anni 2020: la gestione Silipo
Dopo la mancata qualificazione olimpica Carlo Silipo diventa il nuovo ct, sostituendo Paolo Zizza.
Agli europei di Spalato il Setterosa conquista il bronzo ai danni della nazionale olandese.
La nazionale partecipa alla World League 2022, dove si trova nello stesso girone di Canada, Olanda e USA. La squadra esordisce vincendo contro il Canada per 16-9, ma è sconfitta dalla formazione olandese e anche da quella americana. Dopo aver piegato la Nuova Zelanda per 13-5, vince la finalina con l'Australia per 13-11, chiudendo così al 5º posto.
Nel 2023 la nazionale partecipa ai mondiali di nuoto di Fukuoka, dove debutta vincendo contro l'Argentina e contro il Sudafrica. È tuttavia sconfitta dalla Grecia, chiudendo il girone al secondo posto. Ai play-off incontra e sconfigge la Nuova Zelanda agli ottavi, approdando in questo modo ai quarti, dove incontra gli Stati Uniti. Ribaltando i pronostici sfavorevoli il Setterosa batte la formazione americana, raggiungendo così la semifinale. In semifinale la squadra italiana affronta la formazione olandese, da cui è sconfitta per 9-8, e successivamente vince la sfida per il terzo posto battendo l'Australia e tornando sul podio a distanza di otto anni dall'ultima volta. 
Nel 2024 il Setterosa partecipa agli Europei di Eindhoven, conclusi al quarto posto. Sempre nello stesso anno prende parte ai mondiali di Doha, dove debutta vincendo contro la Gran Bretagna ed il Sudafrica e Canada, accedendo così ai quarti. Perde però sia contro la Grecia sia contro i Paesi Bassi, giocandosi l'accesso alle Olimpiadi con il Canada, che riesce a sconfiggere per 18-12 qualificandosi così alla rassegna parigina.
Il Setterosa debutta a Parigi 2024 con una sconfitta contro la Francia. Perde anche contro gli Stati Uniti, batte la Grecia e cade nuovamente contro la Spagna. Ai quarti incontra i Paesi Bassi, contro i quali perde per 11-8. Perde anche la partita per il 5-6º posto contro l'Ungheria, chiudendo al 6º posto.
Nel 2025 il Setterosa partecipa alla Coppa del Mondo a Chengdu, dove perde ai quarti di finale contro la Grecia. Travolge il Giappone nella semifinale per il quinto posto della SuperFinal ma perde contro l'Australia, chiudendo la competizione al sesto posto. Il Setterosa debutta ai mondiali di nuoto 2025 con una vittoria contro la Nuova Zelanda. Perde poi contro l'Australia ma si riscatta travolgendo Singapore. Ai play-off incontra la Cina, che batte prima di essere eliminata ai quarti dall'Ungheria. Conclude il mondiale al 7° posto.

## Palmarès
- Olimpiadi: 1

2004
- Campionato mondiale: 2

1998, 2001
- Campionato europeo: 5

1995, 1997, 1999, 2003, 2012

### Competizioni giovanili
- Campionato europeo U19: 1

2008
- Campionato europeo U17: 1

2008

## Commissari tecnici
|                     |               | Periodo   |
| ------------------- | ------------- | --------- |
| Roberto Fiori       | [ 57 ]        | 1990-1993 |
| Pierluigi Formiconi | [ 58 ] [ 59 ] | 1994-2004 |
| Ferdinando Pesci    | [ 60 ]        | 2004-2005 |
| Mauro Maugeri       | [ 61 ]        | 2005-2008 |
| Roberto Fiori       | [ 57 ]        | 2008-2010 |
| Fabio Conti         | [ 62 ]        | 2010-2019 |
| Paolo Zizza         | [ 63 ]        | 2019-2021 |
| Carlo Silipo        | [ 64 ]        | 2021-     |

## Risultati

### Massime competizioni
Olimpiadi
- 2004  Oro
- 2008 6º
- 2012 7º
- 2016  Argento
- 2024 6º

Mondiali
- 1994  Bronzo
- 1998  Oro
- 2001  Oro
- 2003  Argento
- 2005 7º
- 2007 5º
- 2009 9º
- 2011 4º
- 2013 10º
- 2015  Bronzo
- 2017 6º
- 2019 6º
- 2022 4º
- 2023  Bronzo
- 2024 7º
- 2025 7º

Europei
- 1989 4º
- 1991  Bronzo
- 1993 4º
- 1995  Oro
- 1997  Oro
- 1999  Oro
- 2001  Argento
- 2003  Oro
- 2006  Argento
- 2008 4º
- 2010 4º
- 2012  Oro
- 2014 4º
- 2016  Bronzo
- 2018 6º
- 2020 5º
- 2022  Bronzo
- 2024 4º

### Altre
Coppa del Mondo
- 1989 8º
- 1991 5º
- 1993  Argento
- 1995 5º
- 1997 4º
- 1999  Bronzo
- 2002 5º
- 2006  Argento
- 2023 6º
- 2025 6º

World League
- 2004  Bronzo
- 2005 8º
- 2006  Argento
- 2008 Turno di qualificazione
- 2009 8º
- 2010 Turno di qualificazione
- 2011  Argento
- 2012 8º
- 2013 6º
- 2014  Argento
- 2015 7º
- 2016 5º
- 2017 Turno di qualificazione
- 2019  Argento
- 2022 5º

## Le rose

### Olimpiadi
Giochi olimpici - Atene 20041 Conti, 2 Miceli, 3 Allucci, 4 Bosurgi, 5 Gigli, 6 Zanchi, 7 Di Mario, 8 Ragusa, 9 Malato, 10 Araujo, 11 Musumeci, 12 Grego, 13 Tóth, CT: Pierluigi Formiconi
Giochi olimpici - Pechino 20081 Gigli, 2 Miceli, 3 Casanova, 4 Bosurgi, 5 Valkai, 6 Zanchi, 7 Di Mario, 8 Ragusa, 9 Pavan, 10 Rocco, 11 Musumeci, 12 Frassinetti, 13 Brancati, CT: Mauro Maugeri
Giochi olimpici - Londra 20121 Gigli, 2 Abbate, 3 Casanova, 4 Radicchi, 5 Pelle, 6 Lapi, 7 Di Mario, 8 Bianconi, 9 Emmolo, 10 Rambaldi, 11 Cotti, 12 Frassinetti, 13 Gorlero, CT: Fabio Conti
Giochi olimpici - Rio de Janeiro 20161 Gorlero, 2 Tabani, 3 Garibotti, 4 Queirolo, 5 Radicchi, 6 Aiello, 7 Di Mario, 8 Bianconi, 9 Emmolo, 10 Pomeri, 11 Cotti, 12 Frassinetti, 13 Teani, CT: Fabio Conti
Giochi olimpici - Parigi 20241 Condorelli, 2 Galardi, 3 Tabani, 4 Avegno, 5 Giustini, 6 Bettini, 7 Picozzi, 8 Bianconi, 9 Palmieri, 10 Marletta, 11 Cocchiere, 12 Viacava, 13 Banchelli, CT: Carlo Silipo

### Mondiali
Campionato mondiale - Roma 19941 Conti, 2 Miceli, 3 Allucci, 4 Lariucci, 5 Virzì, 6 Vaillant, 7 Di Giacinto, 8 Consoli, 9 Malato, 10 Di Siena, 11 Abbate, 12 Grego, 13 Sabbatini, CT: Pierluigi Formiconi
Campionato mondiale - Perth 19981 Conti, 2 Miceli, 3 Allucci, 4 Lariucci, 5 Virzì, 6 Vaillant, 7 Di Giacinto, 8 Consoli, 9 Malato, 10 Araujo, 11 Musumeci, 12 Grego, 13 Gay, CT: Pierluigi Formiconi
Campionato mondiale - Fukuoka 20011 Conti, 2 Miceli, 3 Allucci, 4 Bosurgi, 5 Sciolti, 6 Vaillant, 7 Di Mario, 8 Consoli, 9 Malato, 10 Araujo, 11 Musumeci, 12 Grego, 13 Sabbatini, CT: Pierluigi Formiconi
Campionato mondiale - Barcellona 20031 Conti, 2 Miceli, 3 Allucci, 4 Bosurgi, 5 Lava, 6 Zanchi, 7 Di Mario, 8 Ragusa, 9 Malato, 10 Araujo, 11 Musumeci, 12 Grego, 13 Tóth, CT: Pierluigi Formiconi
Campionato mondiale - Montréal 20051 Conti, 2 Miceli, 3 Lapi, 4 Bosurgi, 5 Gigli, 6 Zanchi, 7 Di Mario, 8 Ragusa, 9 Pavan, 10 Araujo, 11 Musumeci, 12 Frassinetti, 13 Tóth, CT: Ferdinando Pesci
Campionato mondiale - Melbourne 20071 Gigli, 2 Miceli, 3 Casanova, 4 Bosurgi, 5 Valkai, 6 Biancardi, 7 Di Mario, 8 Ragusa, 9 Emmolo, 10 Schiavon, 11 Musumeci, 12 Frassinetti, 13 Brancati, CT: Mauro Maugeri
Campionato mondiale - Roma 20091 Gigli, 2 Abbate, 3 Casanova, 4 Bosurgi, 5 Lavorini, 6 Garibotti, 7 Di Mario, 8 Bianconi, 9 Emmolo, 10 Rocco, 11 Bosello, 12 Frassinetti, 13 Gay, CT: Roberto Fiori
Campionato mondiale - Shanghai 20111 Gorlero, 2 Abbate, 3 Casanova, 4 Pomeri, 5 Savioli, 6 Lapi, 7 Colaiocco, 8 Bianconi, 9 Emmolo, 10 Rambaldi, 11 Cotti, 12 Frassinetti, 13 Gigli, CT: Fabio Conti
Campionato mondiale - Barcellona 20131 Gigli, 2 Pomeri, 3 Garibotti, 4 Radicchi, 5 Queirolo, 6 Aiello, 7 Di Mario, 8 Bianconi, 9 Emmolo, 10 Palmieri, 11 Cotti, 12 Frassinetti, 13 Sparano, CT: Fabio Conti
Campionato mondiale - Kazan' 2015Gorlero · Tabani · Garibotti · Queirolo · Radicchi · Aiello · Di Mario · Bianconi · Emmolo · Pomeri · Barzon · Frassinetti · Teani, CT: Fabio Conti
Campionato mondiale - Budapest 20171 Gorlero, 2 Tabani, 3 Garibotti, 4 Queirolo, 5 Radicchi, 6 Aiello, 7 Picozzi, 8 Bianconi, 9 Emmolo, 10 Palmieri, 11 Cotti, 12 Dario, 13 Lavi, CT: Fabio Conti
Campionato mondiale - Gwangju 20191 Gorlero, 2 Tabani, 3 Garibotti, 4 Avegno, 5 Queirolo, 6 Aiello, 7 Picozzi, 8 Bianconi, 9 Emmolo, 10 Palmieri, 11 Chiappini, 12 Viacava, 13 Lavi, CT: Fabio Conti
Campionato mondiale - Budapest 20221 Teani, 2 Tabani, 3 Marletta, 4 Avegno, 5 Queirolo, 6 Giustini, 7 Picozzi, 8 Bianconi, 9 Emmolo, 10 Palmieri, 11 Galardi, 12 Viacava, 13 Banchelli, CT: Carlo Silipo
Campionato mondiale - Fukuoka 20231 Condorelli, 2 Tabani, 3 Galardi, 4 Avegno, 5 Giustini, 6 Bettini, 7 Picozzi, 8 Bianconi, 9 Palmieri, 10 Marletta, 11 Cocchiere, 12 Viacava, 13 Banchelli, - Cergol, - Gant, CT: Carlo Silipo
Campionato mondiale - Doha 20241 Condorelli, 2 Tabani, 3 Galardi, 4 Avegno, 5 Giustini, 6 Bettini, 7 Picozzi, 8 Bianconi, 9 Palmieri, 10 Marletta, 11 Cocchiere, 12 Viacava, 13 Banchelli, - Cergol, - Gant, CT: Carlo Silipo
Campionato mondiale - Singapore 20251 Condorelli, 2 Leone, 3 Di Maria, 4 Cordovani, 5 Gant, 6 Cergol, 7 Giustini, 8 Bianconi, 9 Bettini, 10 Ranalli, 11 Cocchiere, 12 Gagliardi, 13 Santapaola, 14 Millo, 15 Meggiato, CT: Carlo Silipo

### Europei
Campionato europeo - Atene 1991Conti, Vinciguerra, Allucci, Lariucci, Villa, Vaillant, Di Giacinto, Consoli, Marsili, Malato, Abbate, Magarelli, Canetti, Petrucci, Miceli, CT: Roberto Fiori
Campionato europeo - Vienna 1995Conti, Miceli, Allucci, Lariucci, Virzì, Vaillant, Di Giacinto, Consoli, Malato, Romano, Carrozzi, Grego, Starace, Musumeci, Sabbatini, CT: Pierluigi Formiconi
Europei 1997 - Siviglia —  Oro
Francesca Conti, Martina Miceli, Carmela Allucci, Stefania Lariucci, Milena Virzì, Monica Vaillant, Antonella Di Giacinto, Cristina Consoli, Giusi Malato, Alexandra Araujo, Melania Grego, Maddalena Musumeci, Cinzia Ragusa, Daniela Lavorini, Silvia Moriconi. C.T.: Pierluigi Formiconi.
Europei 1999 - Prato —  Oro
Francesca Conti, Martina Miceli, Carmela Allucci, Tatiana Baianova, Gabriella Sciolti, Monica Vaillant, Tania Di Mario, Cristina Consoli, Giusi Malato, Alexandra Araujo, Maddalena Musumeci, Melania Grego, Silvia Monconi, Silvia Bosurgi, Martina Schiavon. C.T.: Pierluigi Formiconi.
Europei 2001 - Budapest —  Argento
Francesca Conti, Martina Miceli, Carmela Allucci, Manuela Zanchi, Silvia Bosurgi, Gabriella Sciolti, Tania Di Mario, Cristina Consoli, Giusi Malato, Alexandra Araujo, Maddalena Musumeci, Melania Grego, Cinzia Ragusa, Simona Abbate, Paola Sabbatini. C.T.: Pierluigi Formiconi.
Europei 2003 - Lubiana —  Oro
Francesca Conti, Erika Lava, Maddalena Musumeci, Melania Grego, Martina Miceli, Cinzia Ragusa, Noémi Tóth, Giusi Malato, Alexandra Araujo, Carmela Allucci, Tania Di Mario, Daniela Lavorini, Gabriella Sciolti, Manuela Zanchi, Silvia Bosurgi. C.T.: Pierluigi Formiconi.
Europei 2006 - Belgrado —  Argento
Teresa Frassinetti, Elena Gigli, Silvia Bosurgi, Chiara Brancati, Tania Di Mario, Martina Miceli, Maddalena Musumeci, Francesca Pavan, Allegra Lapi, Federica Rocco, Arianna Garibotti, Cinzia Ragusa, Federica Radicchi, Erzsebet Valkai, Manuela Zanchi. C.T.: Mauro Maugeri.
Europei 2012 - Eindhoven —  Oro
Elena Gigli, Simona Abbate, Elisa Casanova, Rosaria Aiello, Elisa Queirolo, Allegra Lapi, Tania Di Mario, Roberta Bianconi, Giulia Emmolo, Giulia Rambaldi, Aleksandra Cotti, Teresa Frassinetti, Giulia Gorlero. C.T.: Fabio Conti.
Europei 2016 - Belgrado —  Bronzo
Giulia Gorlero, Chiara Tabani, Arianna Garibotti, Elisa Queirolo, Federica Radicchi, Rosaria Aiello, Tania Di Mario, Roberta Bianconi, Giulia Emmolo, Francesca Pomeri, Aleksandra Cotti, Teresa Frassinetti, Laura Teani. C.T.: Fabio Conti.

Europei 2018 - Barcellona
Gorlero, Tabani, Garibotti, Avegno, Queirolo, Aiello, Picozzi, Bianconi , Emmolo, Palmieri, Gragnolati, Dario, Lavi

Europei 2020 - Budapest
Gorlero, Tabani, Garibotti, Avegno, Queirolo, Aiello, Marletta, Bianconi, Emmolo, Palmieri, Chiappini, Carrega, Sparano
Europei 2022 - Spalato —  Bronzo
Condorelli, Tabani, Cergol, Avegno, Giustini, Bettini, Picozzi, Bianconi, Palmieri, Marletta, Cocchiere, Viacava, Banchelli, Galardi, Di Claudio.
Europei 2024 - Eindhoven
Banchelli, Tabani, Galardi, Avegno, Giustini, Daf. Bettini, Picozzi, Bianconi, Palmieri, Marletta, Gant, Viacava, Condorelli, Cergol, Cordovani

## Rosa attuale
Lista delle convocate per le Olimpiadi di Parigi.
| N° | Nome                         | Ruolo | Data di nascita   | Squadra      |
| -- | ---------------------------- | ----- | ----------------- | ------------ |
| 4  | Silvia Avegno                | A     | 15 giugno 1997    | Mataró       |
| 5  | Sofia Giustini               | A     | 28 febbraio 2003  | Sabadell     |
| 8  | Roberta Bianconi             | A     | 8 luglio 1989     | Rapallo      |
| 13 | Caterina Banchelli           | P     | 25 settembre 2000 | SIS Roma     |
| 2  | Giuditta Galardi             | CB    | 10 giugno 1995    | SIS Roma     |
| 7  | Domitilla Picozzi            | CV    | 5 giugno 1998     | SIS Roma     |
| 11 | Agnese Cocchiere             | CB    | 4 giugno 1999     | SIS Roma     |
| 9  | Valeria Mariagrazia Palmieri | CB    | 18 ottobre 1993   | Orizzonte CT |
| 10 | Claudia Roberta Marletta     | A     | 23 novembre 1995  | Orizzonte CT |
| 12 | Giulia Viacava               | D     | 1º settembre 1994 | Orizzonte CT |
| 3  | Chiara Tabani                | D     | 27 agosto 1994    | Orizzonte CT |
| 1  | Giuseppina Aurora Condorelli | P     | 30 marzo 2001     | Orizzonte CT |
| 6  | Dafne Bettini                | A     | 17 marzo 2003     | Orizzonte CT |

## Riepilogo cronologico medaglie (Olimpiadi, Mondiali, Europei)
| Competizione                                   | Oro    | Argento | Bronzo |
| ---------------------------------------------- | ------ | ------- | ------ |
| 4^ Europeo (Atene, 23 agosto 1991)             |        |         | Italia |
| 3^ Mondiale (Roma, 11 settembre 1994)          |        |         | Italia |
| 6^ Europeo (Vienna, 27 agosto 1995)            | Italia |         |        |
| 7^ Europeo (Siviglia, 22 agosto 1997)          | Italia |         |        |
| 4^ Mondiale (Perth, 16 gennaio 1998)           | Italia |         |        |
| 8^ Europeo (Prato, 9 settembre 1999)           | Italia |         |        |
| 9^ Europeo (Budapest, 23 giugno 2001)          |        | Italia  |        |
| 5^ Mondiale (Fukuoka, 27 luglio 2001)          | Italia |         |        |
| 10^ Europeo (Lubiana, 14 giugno 2003)          | Italia |         |        |
| 6^ Mondiale (Barcellona, 26 luglio 2003)       |        | Italia  |        |
| 28^ Olimpiade (Atene, 26 agosto 2004)          | Italia |         |        |
| 11^ Europeo (Belgrado, 10 settembre 2006)      |        | Italia  |        |
| 14^ Europeo (Eindhoven, 28 gennaio 2012)       | Italia |         |        |
| 12^ Mondiale (Kazan, 7 agosto 2015)            |        |         | Italia |
| 16^ Europeo (Belgrado, 22 gennaio 2016)        |        |         | Italia |
| 31^ Olimpiade (Rio de Janeiro, 19 agosto 2016) |        | Italia  |        |
| 19^ Europeo (Spalato, 9 settembre 2022)        |        |         | Italia |
| 16^ Mondiale (Fukuoka, 28 luglio 2023)         |        |         | Italia |